# Endeida
Endeida (en grec antic: Ένδηΐς, -ίδος Endēís) va ser una heroïna, filla d'Esciró, heroi corinti, i de Càriclo.
Es va casar amb Èac, rei d'Egina, i va ser la mare de Peleu i de Telamó. Es diu que odiava el seu fillastre Focos, fruit d'una relació entre Èac i Psàmate, i potser va ser la instigadora de la mort d'aquest pels seus fills.
Hi ha confusió en les tradicions sobre els pares d'Endeida. Apol·lodor i Pausànias la fan filla d'un Esciró, rei de l'illa d'Esciros, que sembla un personatge diferent del més conegut Esciró de Mègara. Plutarc, en canvi, diu explícitament que el pare d'Endeida era Esciró de Mègara, i afegeix que la seva mare era Càriclo, filla de Cicreu. Autors posteriors, entre ells Gai Juli Higí, van confondre el nom d'Esciró amb el del centaure Quiró, potser perquè que Càriclo és també el nom de l'esposa del centaure. Segons aquesta darrera versió, Endeida era filla de Quiró i Càriclo.